# Lewisville (North Carolina)
Lewisville ist eine Town in Forsyth County, North Carolina in den USA. Sie befindet sich in der Nähe von Winston-Salem. Das U.S. Census Bureau ermittelte bei der Volkszählung 2020 eine Einwohnerzahl von 13.381.

## Geschichte
Die Stadt wurde in den 1770er-Jahren gegründet, als Siedler aus Pennsylvania durch das Land zogen und Forsyth County Halt machten. Die Stadt wurde nach einem dieser Siedler, Lewis Laugenour, benannt, dessen Grundstück noch immer so steht, wie es errichtet wurde.
Heute ist Lewisville eine der schnellswachsenden Städte in Forsyth County. Die Stadt hat nunmehr über 10.000 Einwohner, die letzte offizielle Einwohnerzählung im Jahr 2000 ergab 8826 Einwohner.

## Demografie
Bei der Einwohnerzählung im Jahr 2000 hatte die Stadt 8826 Einwohner, 3.341 Haushalte. 2676 Familien lebten in der Stadt. Die Bevölkerungsdichte betrug 125,9/km². Von den 3341 Haushalten hatten 40,0 % Kinder unter 18 Jahren. 70,5 % der Haushälter waren verheiratete Paare, 7,4 % allein lebende oder allein erziehende Frauen. Die durchschnittliche Haushaltsgröße betrug 2,64 Personen, die durchschnittliche Familiengröße 2,98 Personen.
26,8 % der Einwohner waren jünger als 18 Jahre, 5,8 % zwischen 18 und 24, 31,7 % zwischen 25 und 44 und 27,5 % zwischen 45 und 64 Jahren alt. 8,2 % der Einwohner waren bereits 65 oder älter. Das Durchschnittsalter betrug 38 Jahre. Auf 100 Frauen kamen 98 Männer. Auf 100 Frauen über 18 Jahren 92,6 Männer. Das Durchschnittseinkommen der Haushalte betrug 64.571 US-Dollar, das Durchschnittseinkommen der Familien 72.250 US-Dollar.

## Söhne und Töchter der Stadt
- Chris Paul (* 1985), Basketballspieler der Phoenix Suns in der NBA
- Austin Dillon (* 1990), Automobilrennfahrer
- Tyler Dillon (* 1992), Automobilrennfahrer